# یاکوب اشتایگمیلر
یاکوب اشتایگمیلر (انگلیسی: Jakob Steigmiller؛ زادهٔ ۱ ژانویهٔ ۱۹۹۰) دوچرخه‌سوار اهل آلمان است.